# Fuligule milouin
Aythya ferina
Ne doit pas être confondu avec le Fuligule milouinan (Aythya marila).
Espèce
Statut de conservation UICN

 VU A2abcd+3bcd+4abcd : Vulnérable
Le Fuligule milouin  ou Milouin d'Europe  (Aythya ferina) est une espèce de canards plongeurs appartenant à la famille des anatidés. Bien qu'elle soit encore commune en beaucoup d'endroits, cette espèce subit un déclin important et est donc considérée comme menacée d'extinction.

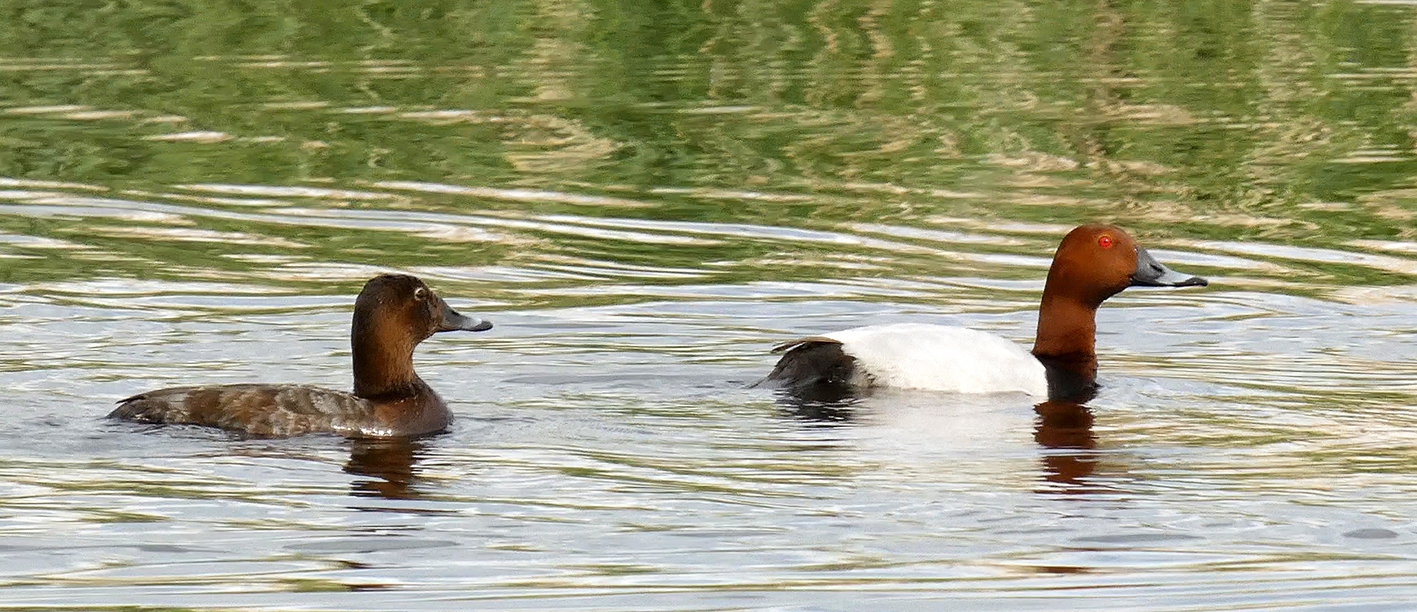
Couple, étang de la Brenne.

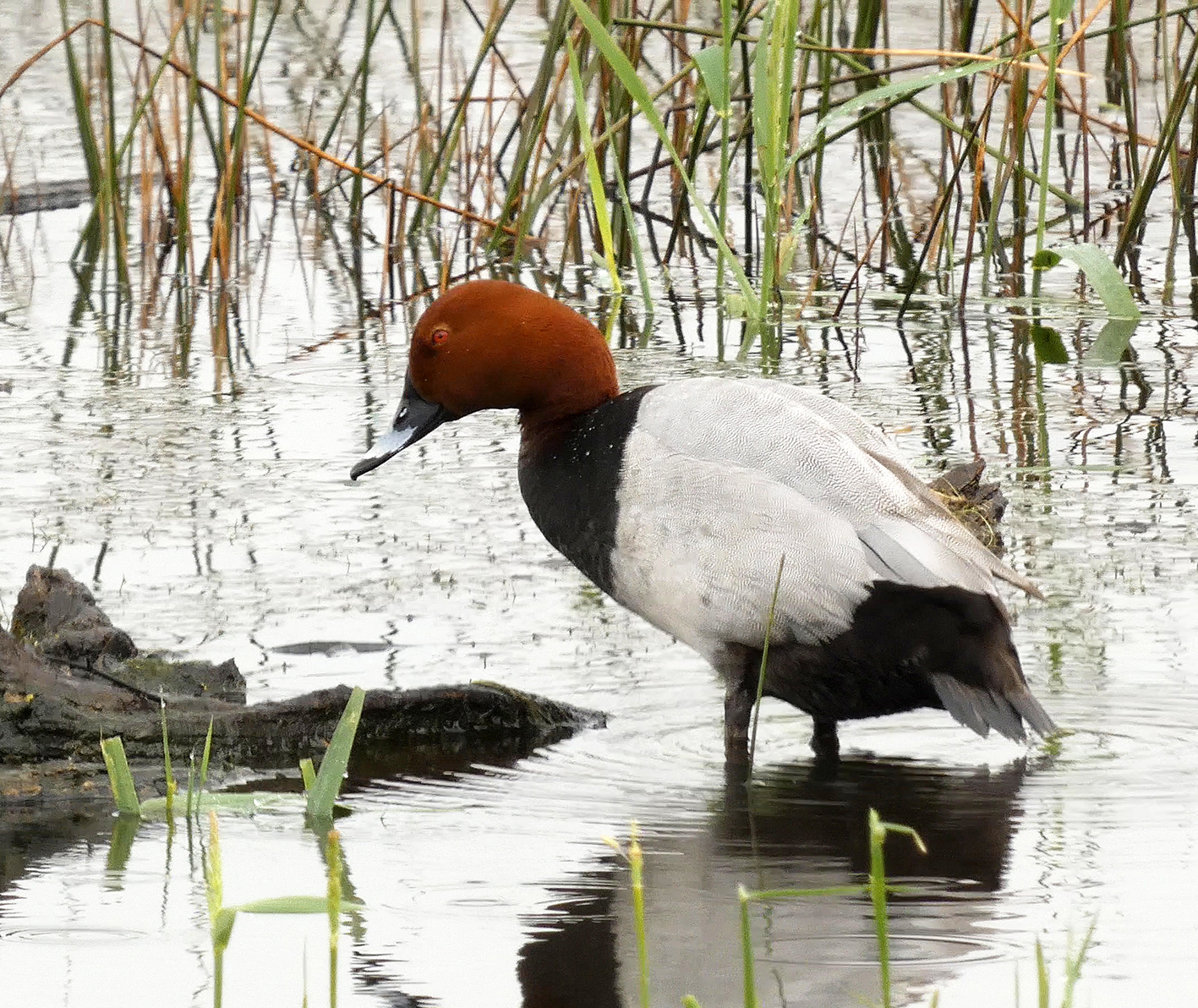
Mâle.

## Description

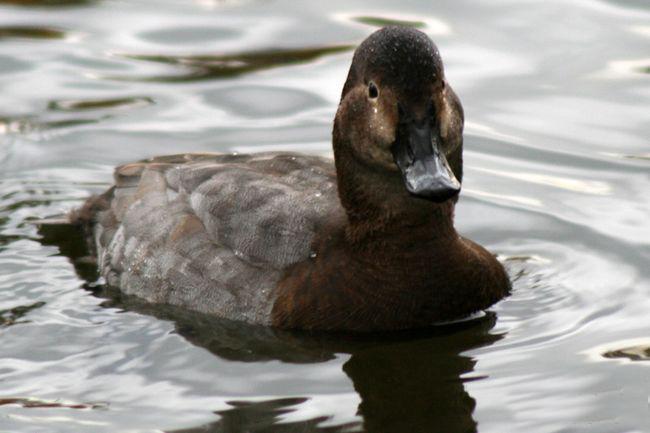
Femelle

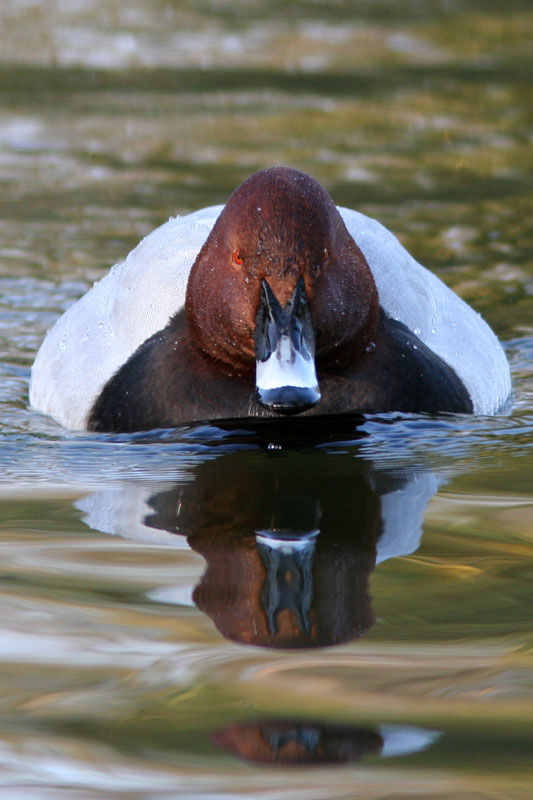
Mâle

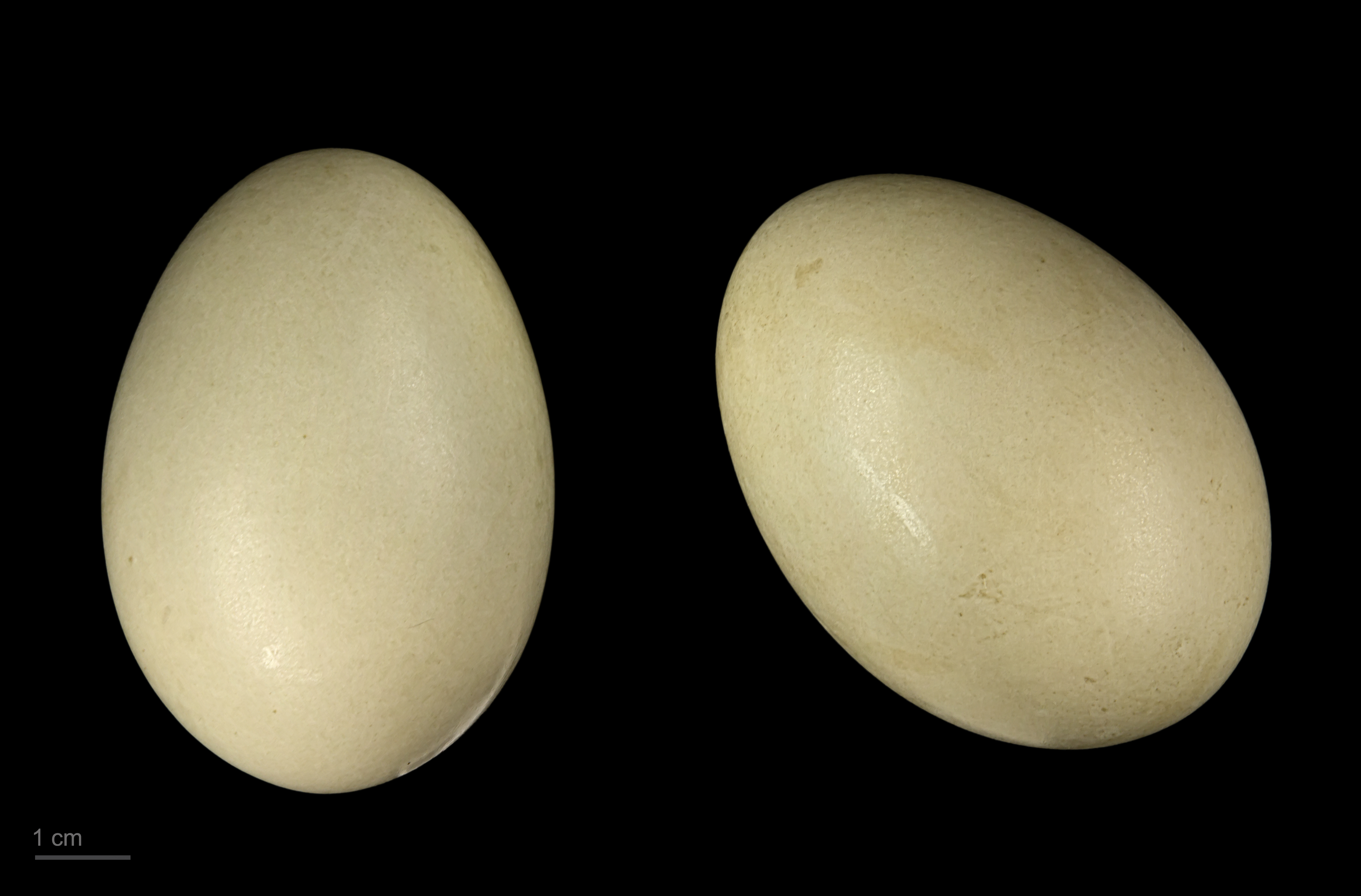
Aythya ferina - MHNT

C'est un canard de 42 à 58 cm de long avec une envergure de 70 à 82 cm, pesant entre 700 et 1 100 g.
En plumage nuptial, le Fuligule milouin mâle semble avoir, de loin, un dos blanc ; mais, de plus près, ce blanc est un gris très clair finement vermiculé, encadré de noir à la poitrine et à l'arrière. Le cou et la tête sont d'un brun rouge éclatant, terminés par un bec noir barré de bleu. Les yeux sont rouge orangé et les pattes grisâtres. En plumage internuptial, l'essentiel du corps vire au gris sale tandis que les couleurs de la tête, de la poitrine et l'arrière se délavent.
Les femelles, moins brillantes, sont grises avec la tête et la poitrine plus sombres et plus brunes, à l'exception des cercles orbitaux et d'une zone indistincte marquant nettement les joues. Le dos, les flancs, les scapulaires et les couvertures alaires présentent des marbrures grises et brunes, plus sombres à l'arrière du corps.
Les juvéniles, plus ternes, ressemblent aux femelles mais les marques brunes et grises sont moins mêlées.
En vol, une bande un peu plus pâle, mais peu contrastée, marque toute la longueur des ailes en arrière des couvertures.
De décembre à février, la masse moyenne du Fuligule milouin varie beaucoup d'un site à un autre : par exemple de 22 % chez les mâles et de 12 % chez les femelles entre la Camargue (avec des moyennes respectives de 849 et 807 g) et le sud de la Mer caspienne (avec des moyennes respectives de 1 095 et 905 g). Les minima sont plus faibles en Camargue que sur le lac de Sempach (Suisse) mais la masse des oiseaux y augmente jusqu'en février tandis qu'à Sempach celui des mâles diminue de 12 % entre décembre et mars et celui des femelles de 16 %.
En période internuptiale, la différence de masse entre les deux sexes semble stable, les mâles étant plus lourds de 6 % en mars en Suisse et de 7 % de septembre à novembre (Kazakhstan, Danemark et Pays-Bas). Par contre, au début de la nidification (avril et mai), les femelles présentent une masse supérieure de 12 % au Kazakhstan, puis inférieure de 16 % dans ce pays et au Danemark de juin à août pendant la période d'élevage de leurs jeunes.
En Suisse, les femelles de moins d'un an n'ont pas rattrapé les adultes en fin d'hiver, cause probable de retards dans la nidification ou de diminution des succès reproducteurs.

## Habitat
En période de nidification, il fréquente les bordures hautes et denses de végétation aquatique
ainsi que les îlots au couvert dense à l’abri des prédateurs terrestres.
Les milieux les plus couramment fréquentés sont : les étangs d’eau douce ou saumâtre de
profondeur moyenne (0.50 à 3 m) et les plans d’eau artificiels (réservoirs agricoles, étangs de
pisciculture, sablières, gravières, lacs de barrage…) riches en benthos et en végétation
immergée (Myriophylle, Cératophylle, Renoncule aquatique…)
Les biotopes préférentiels sont constitués par des étendues d'eaux peu profondes riches en herbiers submergés ou flottants (assurant une alimentation variée) où la végétation émergente occupe une large place. En Sibérie, les marges des plans d'eau naturels sont préférées aux berges des cours d'eau. Plus à l'ouest, les populations les plus importantes occupent des étangs piscicoles en Russie centrale, en Lituanie, en Biélorussie, en Pologne, en République tchèque, en Allemagne et en France.

## Aire de répartition

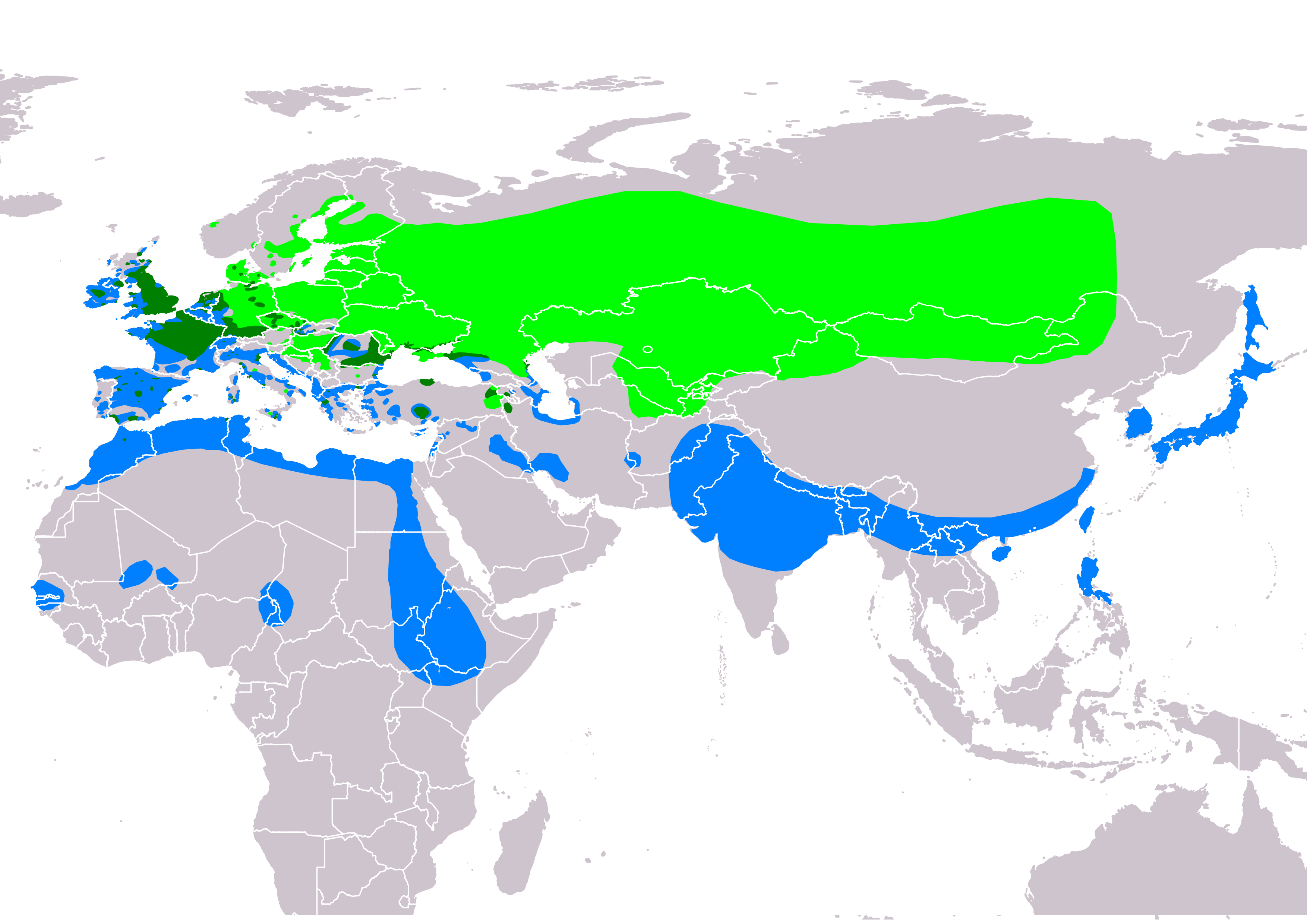
Aire de répartition du fuligule milouin

Le Fuligule milouin est une espèce paléarctique que l’on trouve principalement entre les 20e et 65e parallèles. Son aire de reproduction est continue du Lac Baïkal à
la Pologne puis fragmentée plus à l’Ouest et au Sud jusqu'en Irlande, en Italie, en Espagne, au Portugal, en Afrique du Nord et en Turquie.
La Dombes, le Forez, la Sologne et la Brenne sont les principaux sites de reproduction en
France, mais l’espèce niche çà et là dans les deux tiers Nord du pays.
Cette aire de répartition actuelle résulte d'une expansion vers l'ouest qui a commencé au XIXe siècle. Cet oiseau s'implante en Finlande, en Suède et au Danemark entre 1850 et 1870. Il arrive ensuite avant 1900 aux Pays-Bas et en Écosse, et gagne aussi le sud de la Bohême, la France et l'Angleterre.
Le Fuligule milouin hiverne en Eurasie essentiellement en dessous de l'isotherme 0 °C de janvier. Il est ainsi présent du Japon, du sud de la Chine et de l'Inde à l'Europe occidentale en passant par la Turquie, l'Arménie et le nord de l'Iran. Quelques milliers d'oiseaux passent l'hiver au Sénégal, au Mali, au Nigeria et au Tchad mais les effectifs les plus importants stationnent sur les lacs d'eau douce de Roumanie, d'Allemagne, de Suisse, d'Autriche, de Turquie, des États correspondant à l'ancienne Yougoslavie et de Tunisie.
Le Fuligule milouin hiverne un peu partout en France. Les plus grandes concentrations d’oiseaux se rencontrent en Dombes (Ain), en Camargue (Bouches-du-Rhône), sur le lac de Grand-Lieu (Loire-Atlantique), en Champagne-Ardenne et Lorraine (Marne, Meurthe-et-Moselle), sur le cours du Rhin (Bas-Rhin), dans le Golfe du Morbihan (Morbihan) et en Haute-Corse (2B) (étang de Biguglia).

## Populations
260 000 à 360 000 couples de fuligules milouins se reproduisent en Europe. Presque un tiers de cet effectif peuple la Russie (90 000 à 100 000). Les populations sont supérieures à 10 000 couples dans sept autres états : Pologne (40 000 à 70 000), Roumanie (20 000 à 40 000), Ukraine (25 000 à 28 000), Hongrie (20 000 à 30 000), République tchèque (10 000 à 20 000), Allemagne (23 000) et Finlande (12 000 à 15 000). Plusieurs milliers de couples se reproduisent également en Lituanie (7 000 à 9 000), Biélorussie (7 000 à 8 000), Slovaquie (2 000 à 3 000), Espagne (3 000 à 3 500), France (2 600 à 3 000) et Suède (1 500 à 5 000).
Les populations orientales ne semblent pas avoir connu d'évolutions récentes de grande ampleur, excepté en Roumanie ou elles ont diminué et en Ukraine où elles ont progressé. En Europe occidentale, quelques tendances contradictoires ont été décrites : diminution de la population suédoise (de 5 000 couples à 1 500 depuis 1975) et de la française (de 5 à 6 000 couples à 2 600 à 3 000 sur la même période) mais croissance des populations des Pays-Bas et d'Espagne (200 à 250 couples dans cet État au cours des années 1960 puis 3 000 à 3 500 vers le milieu des années 2000).
Le nombre de fuligules milouins hivernant est estimé à 1 350 000 en Europe, en Mer Noire et en Méditerranée et à 350 000 en Asie du Sud-ouest,,. Dans le reste de l'Asie, les effectifs sont plutôt méconnus (entre 100 000 et 1 000 000 oiseaux). Les fuligules milouins hiverneraient en effectifs plus importants depuis 1974 en Scandinavie et en Europe centrale avec pour contrepartie une diminution des stationnements sur les rives de la Méditerranée occidentale.

## Comportement
C'est un oiseau grégaire, qui forme de grandes bandes en hiver. C'est un des canards plongeurs les plus communs en Europe. En France, 60 000 milouins hivernent mais il n'en reste plus que 5 000 environ pour nicher au printemps. Les hivernants arrivent à partir du mois d'octobre et repartent dès mars et avril, la plupart pour nicher dans l'est et le centre de l'Europe. Grégaire, le milouin passe la majeure partie de l'année en groupe. De grandes troupes comptant jusqu'à 500 membres se forment souvent en hiver et des bandes plus importantes, de 3 000 et plus, se rassemblent également pour muer. Le milouin s'associe volontiers à d'autres canards, surtout les fuligules morillons ou milouinans mais reste néanmoins groupé avec ses congénères au sein de ces troupes mixtes. Il n'aime guère voler et préfère plonger pour fuir le danger. Cela n'est pas surprenant car il doit, pour s'envoler, prendre son élan en courant à la surface de l'eau tout en battant énergiquement des ailes. Cependant, une fois en l'air, le milouin progresse d'un vol rapide et direct, en adoptant souvent une formation en V.
Le mâle inspire profondément avant de lancer son cri de parade : un long sifflement qui le vide de l'air accumulé, donnant l'impression qu'il se dégonfle comme une baudruche.

## Régime alimentaire
Le Fuligule milouin mange pratiquement tout ce qu'il peut atteindre en plongeant depuis la surface. Néanmoins, il se nourrit surtout de graines, de racines, de feuilles et de bourgeons de plantes aquatiques telles que les lentilles d'eau et les potamots. En plongeant il capture également des mollusques, des crustacés, des vers et des larves d’insectes. Le milouin s'alimente principalement le matin et le soir. Il disparaît sous l'eau après un petit bond et reste normalement immergé 13 à 16 secondes. Il préfère se nourrir en eau claire, entre 1 et 3,50 mètres de profondeur mais il peut aussi se contenter de barboter en eau peu profonde.

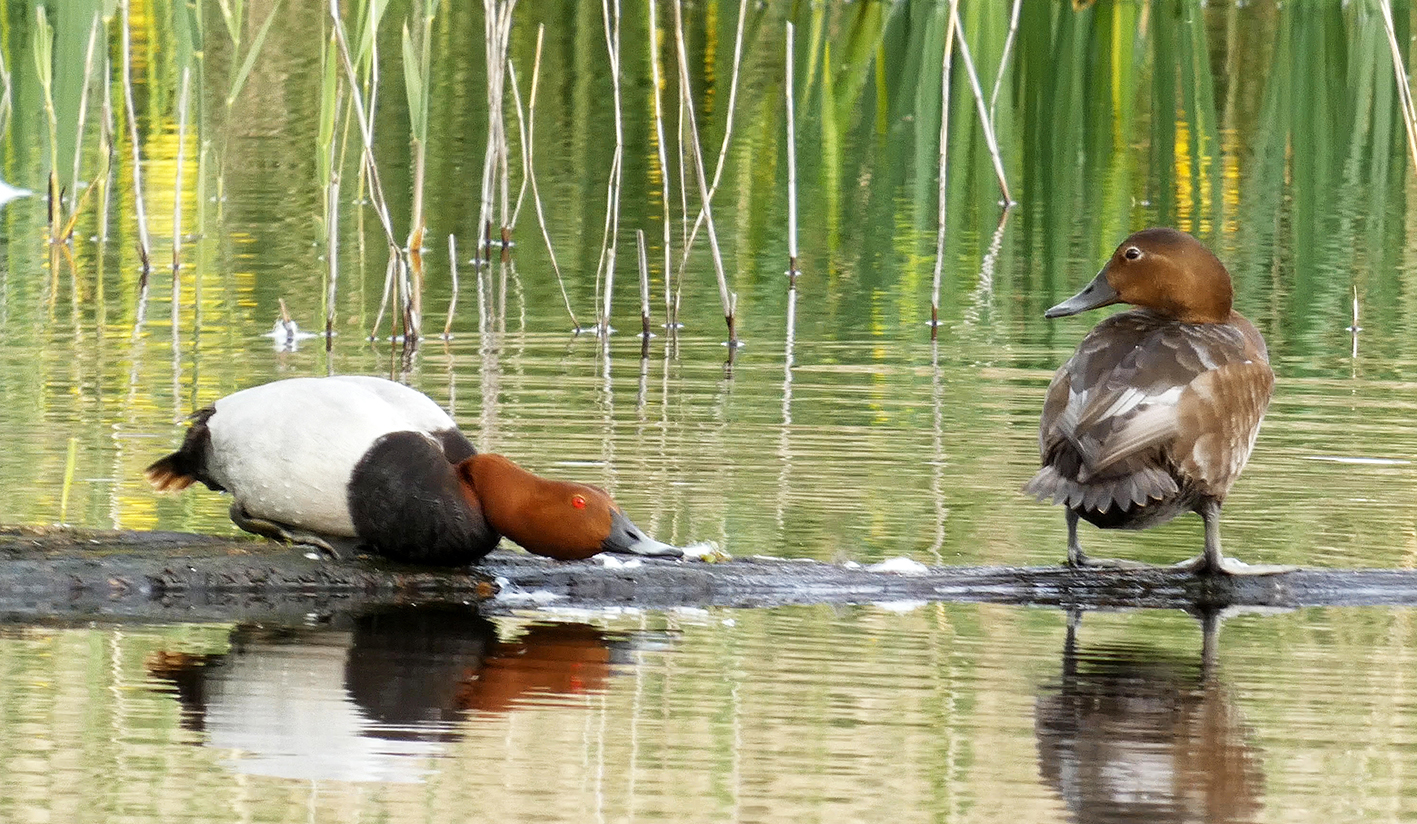
Un mâle tente de séduire une femelle par son chant.

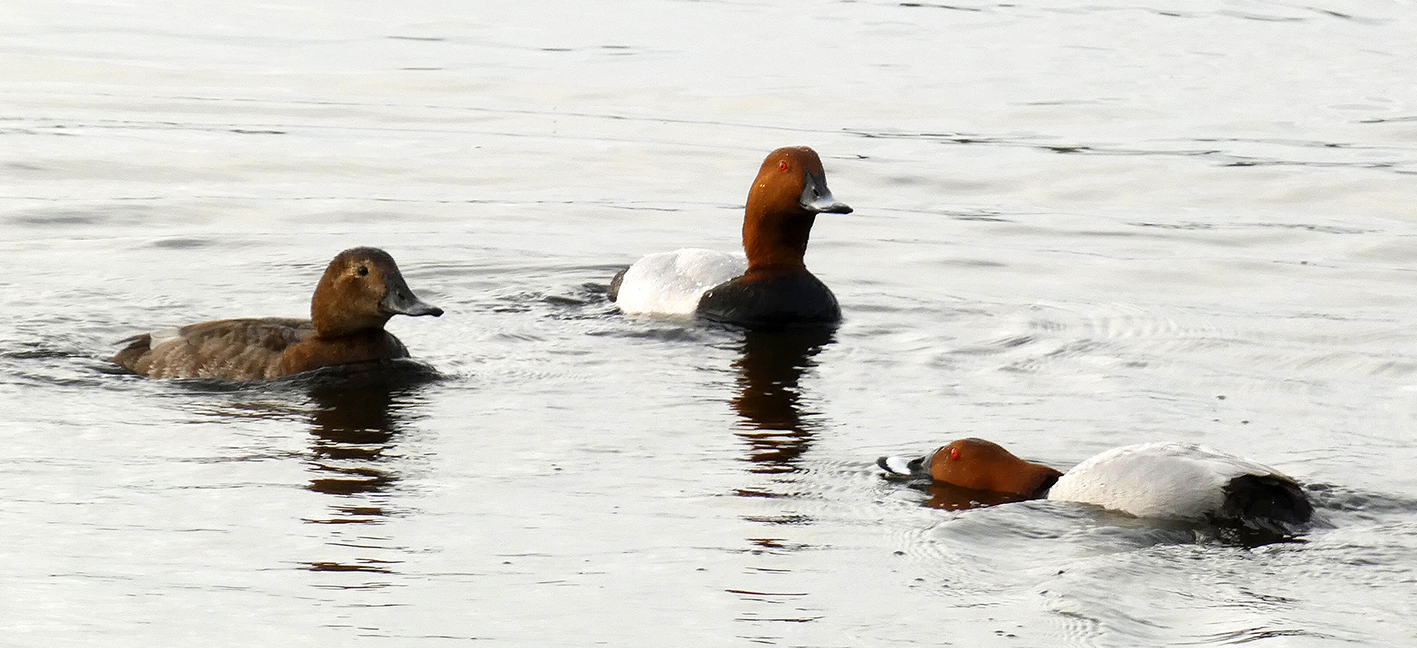
Rivalités entre mâles pour une femelle.

## Reproduction
La femelle effectue une ponte de huit à dix œufs par an en avril et mai. Le nid est au sol, près de l'eau dans une roselière. Il est fait d'herbes, de feuilles, de bois et de plumes.
La majorité des couples nicheurs établissent leurs nids dans les baldingères bordant la zone en eau du centre du lac. Quelques rares couples nidifient plus loin, le long de douves et bassins dans les roselières boisées.
Les nids sont donc établis souvent près de la zone des herbiers constamment en eau.
Ceux-ci sont installés au cœur de la végétation, parfois même au bout d’un tunnel sous les baldingères, souvent à moins de 10 cm de l’eau. Dès la naissance des poussins, la femelle
les conduit à l’eau et dans les nénuphars, à découvert. Entre leur naissance et leur envol, les poussins auront parcouru de longues distances. Les nichées sont effectivement itinérantes,
recherchant par exemple la protection offerte par une colonie de Guifettes moustacs ou de Mouettes rieuses.

## État, pression, menaces

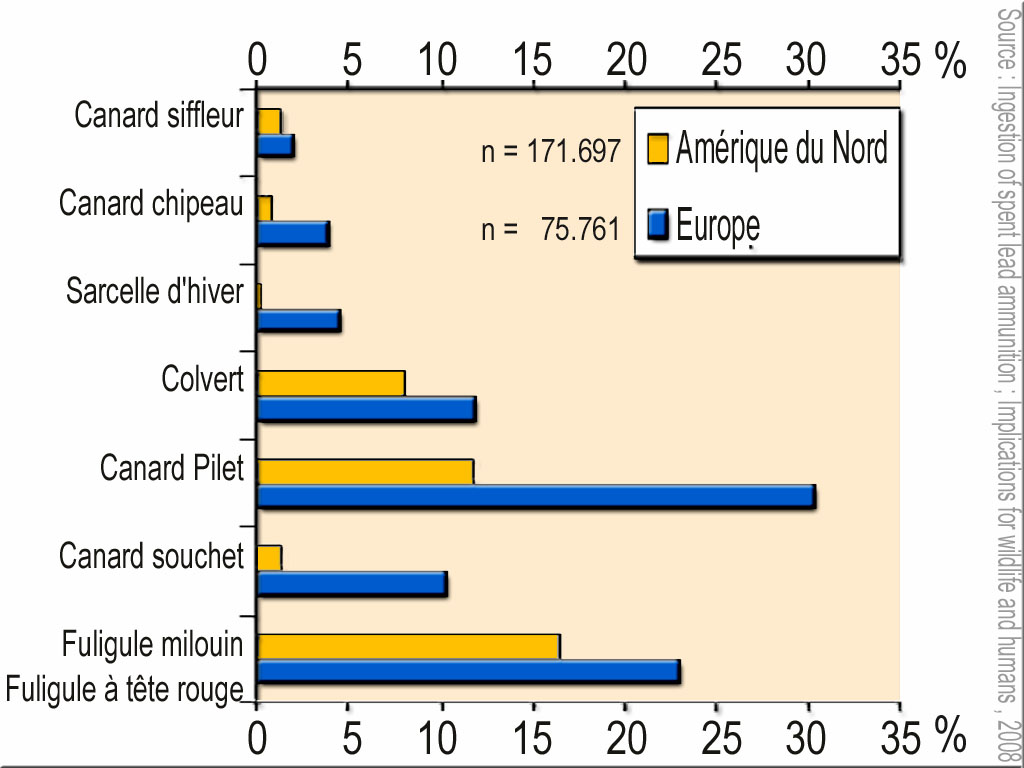
Comparaison du taux d'oiseaux ayant ingéré de la grenaille de plomb chez quelques espèces d'oiseaux d'eau chassé (sauvagine) en Amérique du Nord et en Europe. Une chasse plus intensive rapportée au nombre d'hectares de zones humides et une interdiction du plomb de chasse plus tardive en Europe expliquent une prévalence plus élevée de l'ingestion de plomb ; le saturnisme des oiseaux d'eau est beaucoup plus fréquent et grave en Europe. Après le Canard pilet, le Fuligule milouin est ainsi l'une des espèces les plus touchées par le saturnisme aviaire, ce qui peut affecter la dynamique de population à long terme, et la santé des consommateurs humains de cet "oiseau d'eau"

Cette espèce compte parmi les plus sensibles au saturnisme aviaire faisant suite à l'ingestion de grenaille de plomb comme gastrolithe. Ce phénomène semble nettement plus accentué en Europe qu'en Amérique du Nord (cf. Graphique ci-contre), ce qui peut s'expliquer par une pression de chasse plus intense, plus ancienne et plus concentrée sur les zones humides. Depuis quelques années le plomb de chasse, toxique, est interdit sur les zones humides ou pour les tirs effectués en direction des zones humides. Les oiseaux restent néanmoins exposés au stock des milliards de billes de plomb dispersées dans la nature par des décennies de chasse à la grenaille de plomb.
Cette espèce est également menacée par la perte de son habitat. Les populations de cet oiseau sont en net déclin, et c'est pourquoi il est considéré comme globalement menacé (vulnérable) par l'UICN.

## Galerie photo

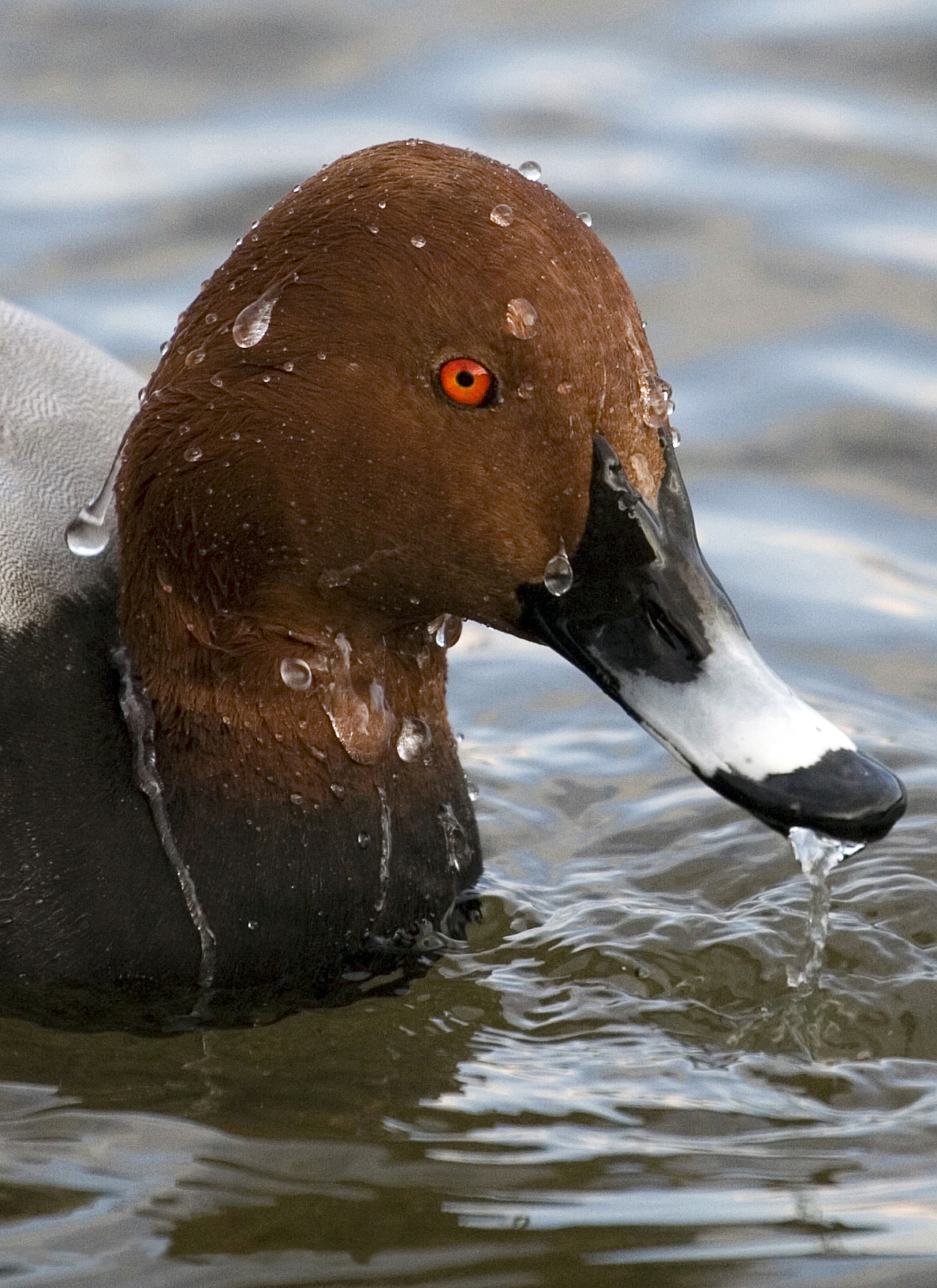
Fuligule milouin mâle
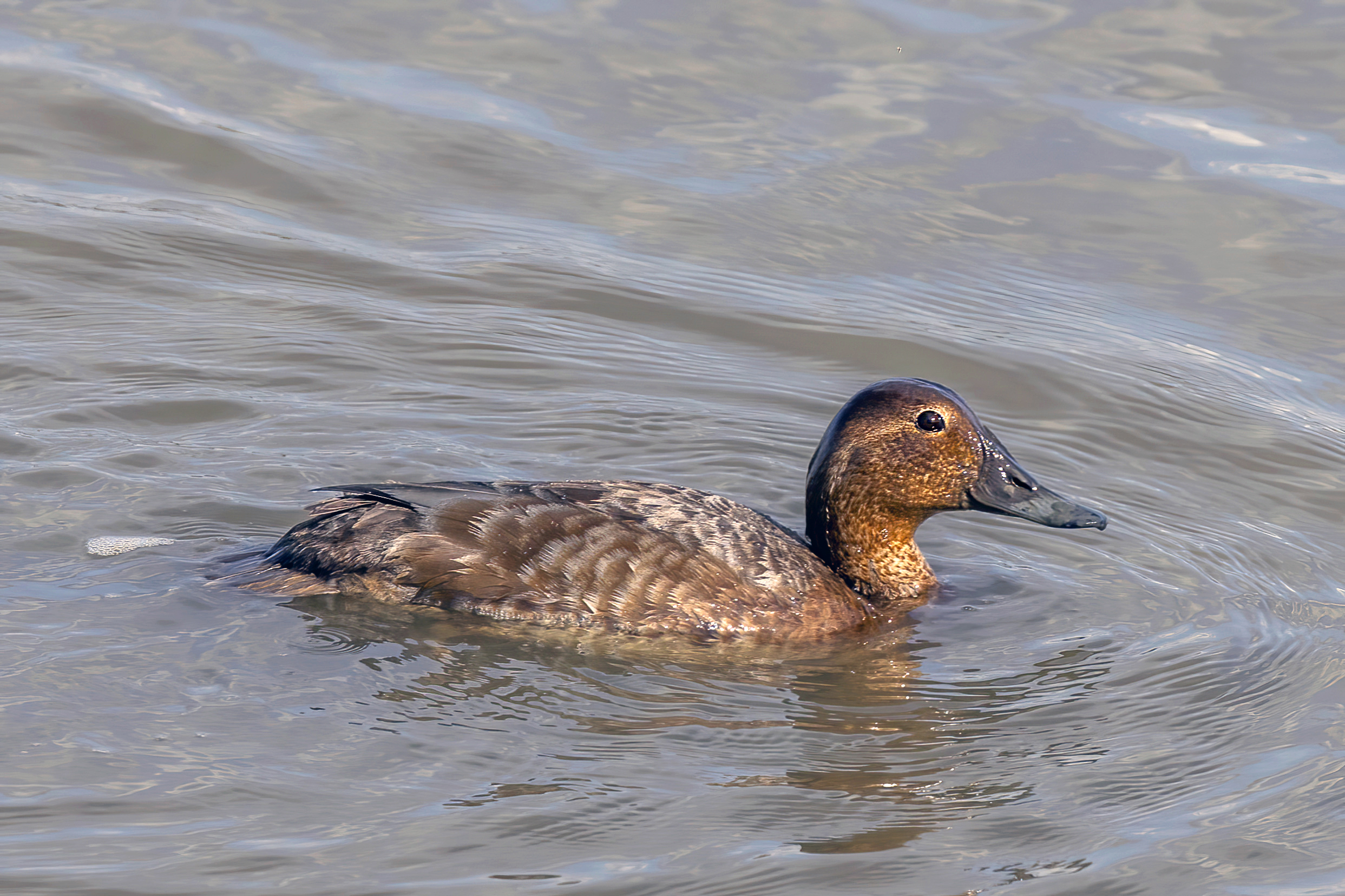
Fuligule milouin femelle